# (16219) Venturelli
(16219) Venturelli (2000 DL29) – planetoida z pasa głównego asteroid okrążająca Słońce w ciągu 3,65 lat w średniej odległości 2,37 j.a. Odkryta 29 lutego 2000 roku.